# Гафийчук, Николай Иванович
Николай Иванович Гафийчук (укр. Микола Іванович Гафійчук; 18 декабря 1962, Глушков, Ивано-Франковская область) — советский и украинский футболист, защитник. Позже — тренер.

## Биография
Начал карьеру игрока в черновицкой «Буковине» в 1984 году. В составе команды провёл два года играя во Второй лиге СССР. Затем, в 1991 году выступал за любительский клуб «Днестр» из города Залещики. В последнем розыгрыше любительского чемпионата Украинской ССР команда стала второй в своей зоне, уступив лишь «Ниве» из Бережан. В первом розыгрыше Переходной лиги Украины «Днестр» стал победителем своей подгруппы.
Летом 1993 года перешёл в черновецкую «Ладу», которая выступала в любительском чемпионате Украины. В ноябре 1993 года вернулся в «Днестр», отыграв в команде до конца первого круга и перешёл в молдавскую «Вилию». С сезона 1994/95 клуб стал именоваться «Прогресул». Всего в чемпионате Молдавии Гафийчук провёл 29 матчей, в которых забил 4 гола. Завершил карьеру игрока в любительской команде «Пробий» из города Городенка.
В 1998 году стал детским тренером в школе черновицкой «Буковины». Среди его воспитанников Владимир Найко. С 2000 года по 2005 год Гафийчук учился на педагогическом факультете Черновицкого национального университета.
В 2004 году, вместе с Дмитрием Гордем, привёл своих подопечных к победе в первой лиге детско-юношеского футбольной лиги Украины. В апреле 2010 году, вместе с Юрием Шелепницким возглавил «Буковину-2», выступающую в чемпионате области.
Также Гафийчук являлся главным арбитром в играх на первенство области. Выступал за команду ветеранов «Буковины». В 2007 году стал финалистом ветеранского кубка Украины, а в 2011 году вместе с командой стал победителем ветеранского чемпионата Украины.
В конце 2011 года получил тренерскую лицензию УЕФА категории «С». В 2017 году являлся администратором «Буковины».